# Lanosterol
Lanosterol, C30H50O, är en steroid-alkohol som förekommer rikligt i lanolin. Den utgör en tetracyklisk triterpenoid.
I organismen är lanosterol modersubstans vid biosyntes av de flesta steroider som t. ex. kolesterol och D-vitamin. Bildningen av lanosterol genom enzymkatalys leder till kärnstrukturen av steroiden. 14-demetylering av lanosterol av CYP51 ger efter hand kolesterol.